# Thelyphassa brouni
Thelyphassa brouni es una especie de coleóptero de la familia Oedemeridae.

## Distribución geográfica
Habita en Nueva Zelanda.